# Ward Cunningham
Ward Cunningham (Michigan City, Indiana, 1949. május 26.) amerikai programozó, a Wikipédiát lehetővé tevő wiki szoftver kitalálója és fejlesztője. Cunningham úgy tervezte meg a wikiszervert, hogy az új információ könnyen és gyorsan hozzáadható és azt követően szerkeszthető is legyen. Az alkalmazás és az adatbázisa olyan demokratikus platformot teremt, ahol minden felhasználónak azonos lehetőségei vannak a közreműködésre.